# Goyavier du Costa Rica
Psidium friedrichsthalianum
Espèce
Classification phylogénétique
Le goyavier du Costa Rica (Psidium friedrichsthalianum) est une espèce de plantes à fleurs de la famille des Myrtaceae. C'est un arbre originaire du Costa Rica et d'autres pays d'Amérique centrale.
Il produit la coronille. Dans sa zone d’origine, il est majoritairement cultivé en jardins et peu en vergers.

## Utilisation
Le Cirad a importé cet arbre fruitier à La Réunion en 1993, dans le cadre de la diversification agricole des Hauts humides. L'arbre fournit son meilleur rendement lorsqu'il est cultivé à une altitude comprise entre 200 et 600 m. Il peut alors produire jusqu’à 140 kg de fruits et même doubler sa production à la suite d’un cyclone dévastateur. Le potentiel de production actuel est estimé à une quinzaine de tonnes par an.

## Synonyme
- Calyptropsidium friedrichsthalianum O.Berg